# Robert Rippe
Robert Rippe, né le 1er mars 1928 à Moulidars (Charente) et mort le 22 janvier 2023 à Barbezieux-Saint-Hilaire, est un coureur cycliste français. Il participe à des compétitions durant les années 1940 et 1950.

## Biographie
Chez les amateurs, Robert Rippe se distingue en remportant la course Bordeaux-Saintes en 1947, à 19 ans. Il évolue ensuite au niveau professionnel de 1949 à 1953.

## Palmarès
- 1947
  - Bordeaux-Saintes
- 1948
  - 2e d'Angoulême-La Rochelle
- 1952
  - 3e du Circuit des Deux-Sèvres